# Todos los hombres son iguales (film, 2016)
Pour plus de détails, voir Fiche technique et Distribution.
Todos los hombres son iguales est un film dominicain réalisé par Manuel Gómez Pereira, sorti en 2016. Il s'agit d'un remake du film espagnol Les hommes, vous êtes bien tous les mêmes du même réalisateur.

## Synopsis
Trois hommes en instance de divorce flirte avec une femme de ménage.

## Fiche technique
- Titre : Todos los hombres son iguales
- Réalisation : Manuel Gómez Pereira
- Scénario : Jose Ramon Alama, Miguel Alcantara et Manuel Gómez Pereira
- Musique : Sergio Jiménez Lacima
- Photographie : Aitor Mantxola
- Montage : José Salcedo
- Production : Jose Ramon Alama
- Société de production : Bou Group
- Pays :  République dominicaine
- Genre : Comédie romantique
- Durée : 86 minutes
- Dates de sortie : 
  -  République dominicaine : 30 juin 2016

## Distribution
- Christian Meier : Joaquin
- Frank Perozo : Manolo
- Mike Amigorena : Juan Luis
- Nashla Bogaert : Yoli
- Hony Estrella : Esther
- Lumy Lizardo : Susana
- Josue Guerrero : Eduardo
- Cecile van Welie : Yessi
- Miguel Alcantara : Leo
- Cynthia Guzmán : Azafata
- Hensy Pichardo : Abogado
- Josefina Rodríguez : Tamara
- Augustin Rousseau : Johnny
- Geisha Montes De Oca : Maribel
- Raeldo López : Sebastian
- Amaury Sanchez : le chef de Juan Luis
- Georgina Duluc : Mechy
- Reyna Ávalo : Lorelai
- Ricardo De Marchena : Anthony
- Emil Ceballos : Aníbal
- Ariel De Marchena : Álvaro